# Râul Boinița
Râul Boinița este un curs de apă, afluent al râului Nera. 